# Penicillium meloforme
Penicillium meloforme är en svampart som beskrevs av Udagawa & Y. Horie 1973. Penicillium meloforme ingår i släktet Penicillium och familjen Trichocomaceae.   Inga underarter finns listade i Catalogue of Life.